# Auguste Taccoen
Pierre Joseph Auguste Taccoen, dit Tac-Coen, est un compositeur français né le 8 novembre 1844 à Lille et décédé le 8 janvier 1892 à Paris 5e. 

## Biographie
Ses parents le destinent à la banque mais il se tourne vers le cabaret à Paris où il joue du piano. Dans les années 1880, il se fait un nom dans l'opérette et la chansonnette de boulevard.
Il a composé la musique de près de 3 000 chansons, souvent illustrées par Émile Butscha, dont un Hymne à la bière.
Il revenait chaque année dans les Flandres pour le carnaval de Cassel, où il a harmonisé l'air du géant Reuze Papa. Il est également célèbre pour avoir créé la musique d'une chanson pacifique dans les années 1870, dans une France alors obsédée par la revanche : Le Forgeron de la paix.

## Titres de quelques œuvres
- 1881 : L'Amiral Cachalot, chanson, paroles de René d'Herville et Armand Ben, créée par Dufour [5]
- 1884 : Les P'tit's Femmes de chez Godillot !, chansonnette, paroles d'Henri Marcoud
- 1885 : D'où̀ viens-tu ?, interrogation, paroles de Maxime Guy et Louis Dehné, musique de Tac-Coen, partition musicale, E. Meuriot, Paris
- 1885 : Un gros bécot !, chansonnette, paroles de Maxime Guy et Louis Dehné, musique de Tac-Coen, partition musicale E. Meuriot, Paris
- 1885 : Mon p'tit caporal ! chansonnette, paroles de Maxime Guy et L. Dehné, musique de Tac-Coen
- 1886 : La Poupée de Fernande !, historiette, paroles de Maxime Guy et Louis Dehné, musique de Tac-Coen, partition musicale, Guillemain, Paris
- 1886 : J'fons tout !, paysannerie, paroles de Maxime Guy et Louis Dehné, musique de Tac-Coen, partition musicale F. Guillemain, Paris
- 1886 : Ouf !, chanson, paroles de Louis Dehné, musique de Tac-Coen, partition musicale F. Guillemain, Paris